# Lobocleta pallida
Lobocleta pallida är en fjärilsart som beskrevs av Hiulst 1896. Lobocleta pallida ingår i släktet Lobocleta och familjen mätare. Inga underarter finns listade i Catalogue of Life.